# فرودگاه پری–فولی
 فرودگاه پری-فولی (به انگلیسی: Perry-Foley Airport) یک فرودگاه همگانی بهره‌برداری هوایی با کد یاتا FPY است که یک باند فرود آسفالت دارد و طول باند آن ۱۳۳۴ متر است. این فرودگاه در کشور ایالات متحده آمریکا قرار دارد و در ارتفاع ۱۴ متری از سطح دریا واقع شده است.